# Унжлаг

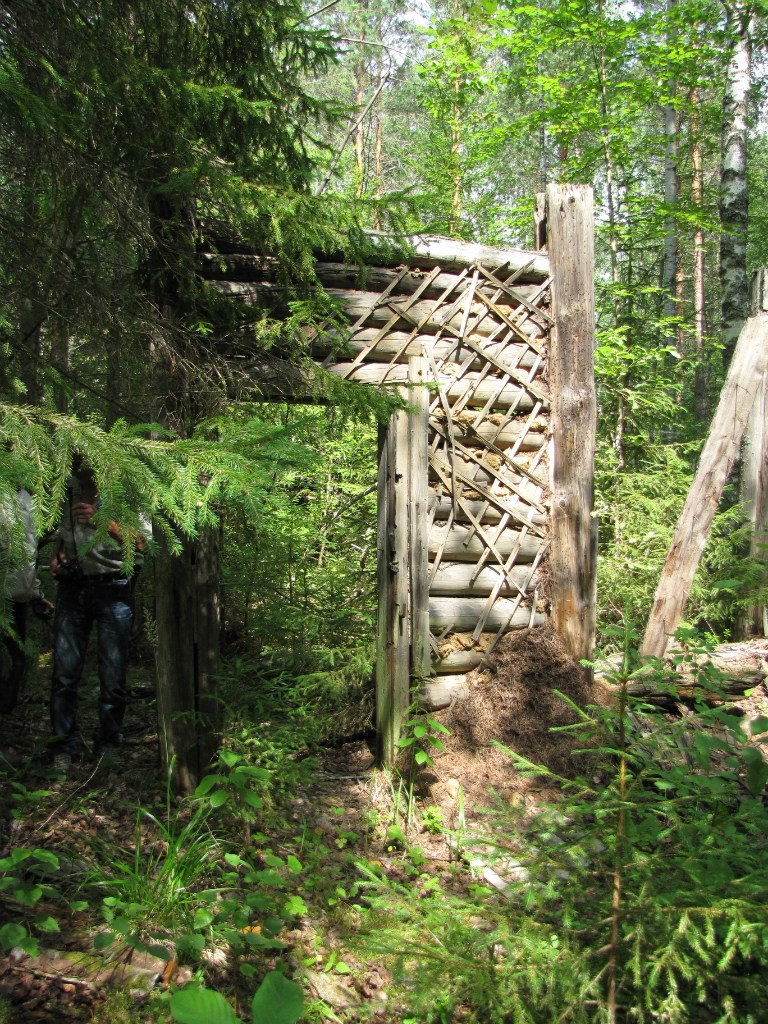
Бараки ОЛП близ с. Большая Торзать

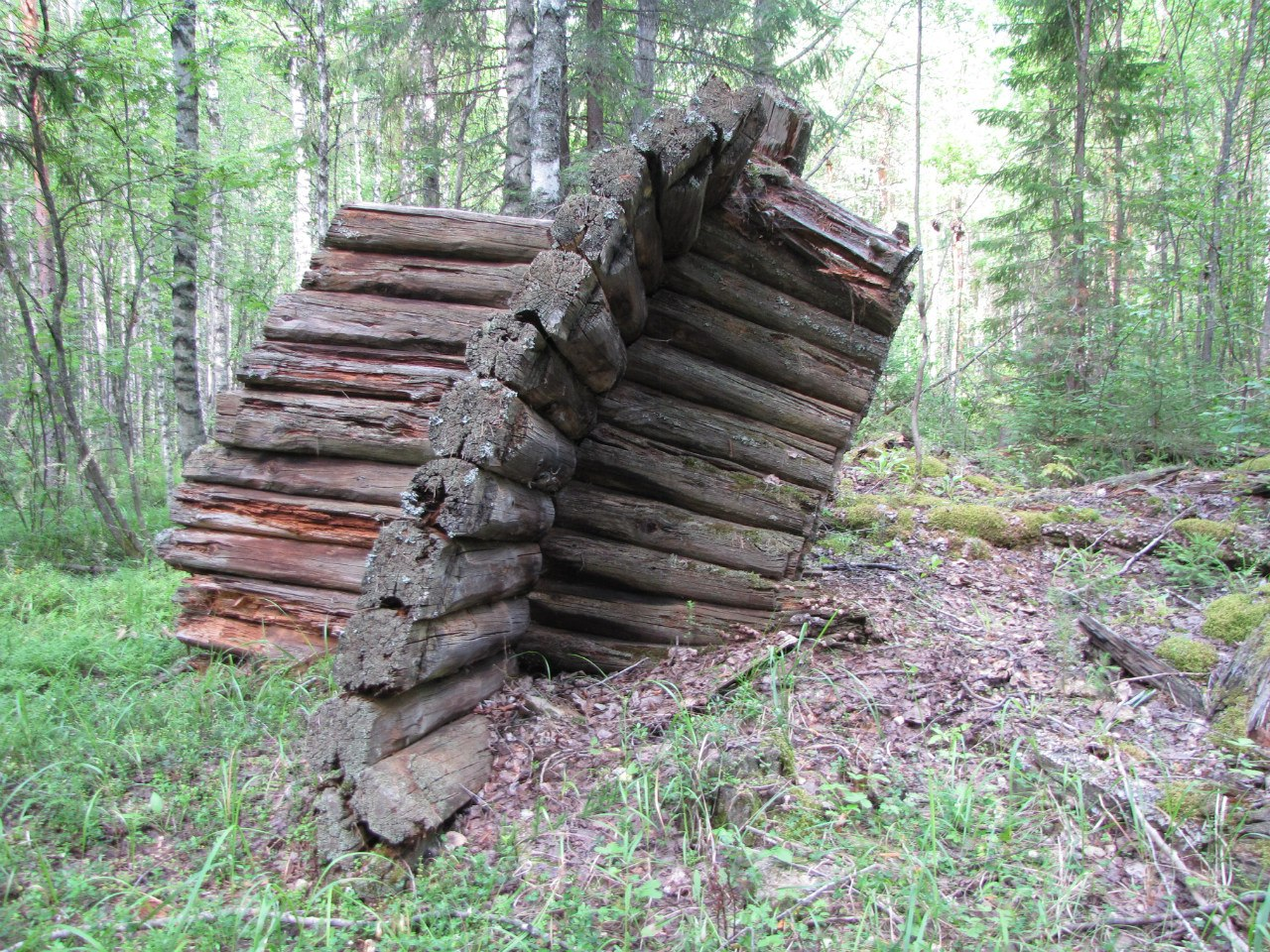
Руины железнодорожного депо, 57.680427, 44.322277

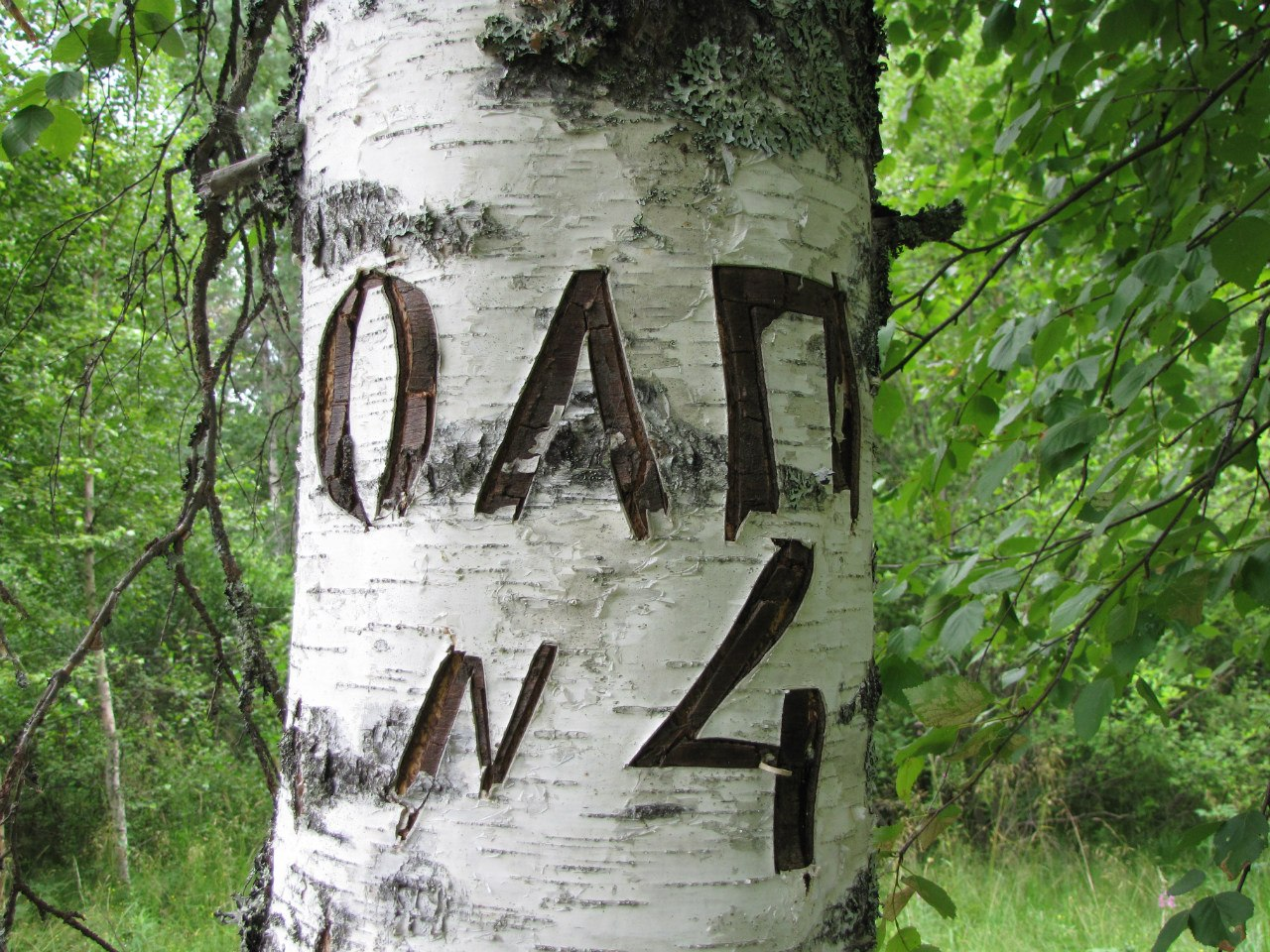
Отдельный лагерный пункт № 4

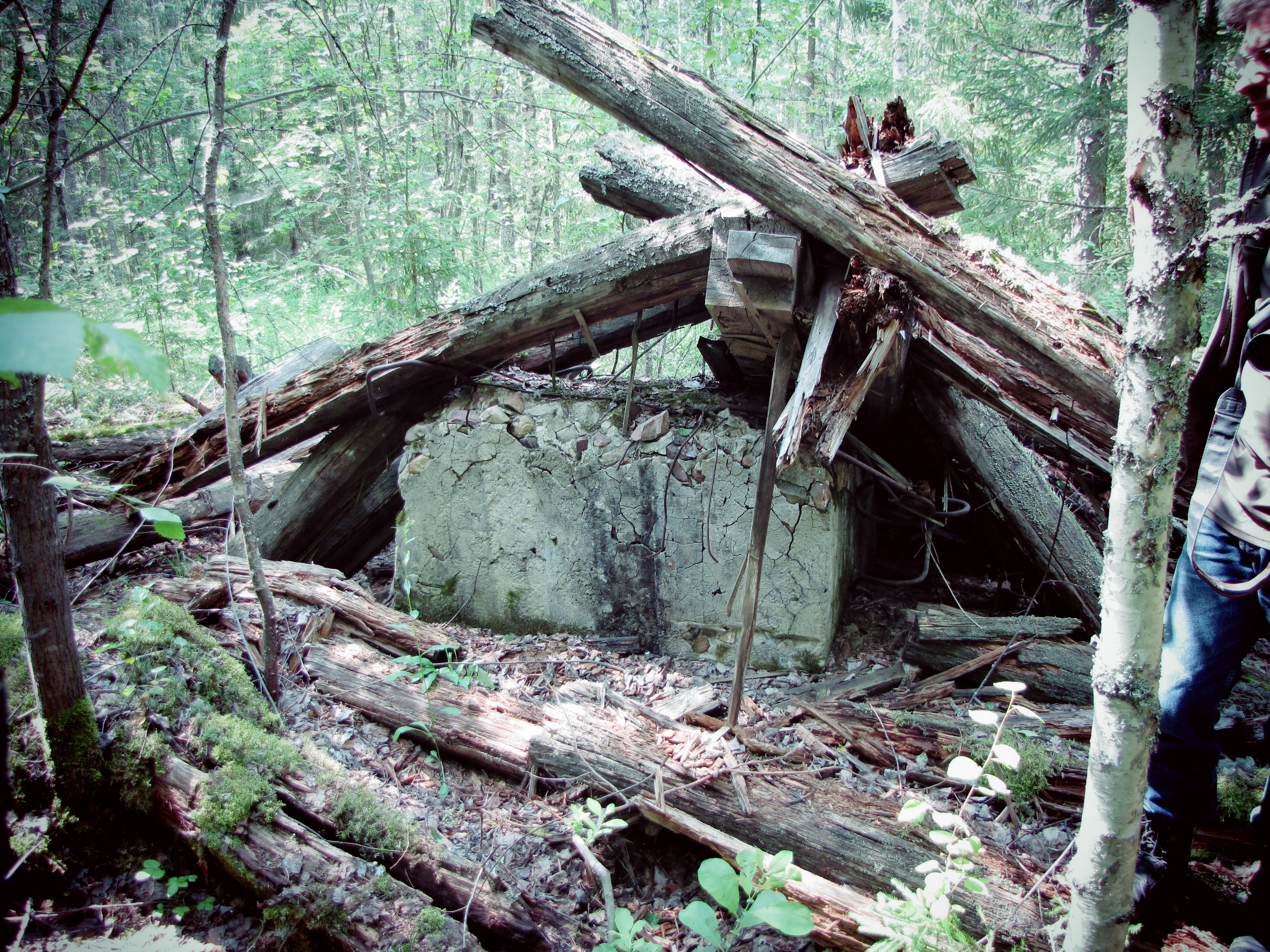
Развалины строений у депо 57.680427, 44.322277

Унжлаг, или Унженский ИТЛ — исправительно-трудовой лагерь, занимавший часть Горьковской и Костромской области, с центром на станции Сухобезводное Горьковской железной дороги в Горьковской области (с 1944 года  — рабочий посёлок городского типа в городском округе Семёновский Нижегородской области России Сухобезводное). Лагерь состоял из отдельных лагерных пунктов (ОЛП) и при этом занимал болотисто-лесистую местность на огромной территории. 

## История
Унженский лагерь, Унжлаг, (адрес «п/я АЛ-242», позднее «п/я 241/250»), исправительно-трудовой лагерь был организован 5 февраля 1938 года. Название дано по реке Унжа, протекающей в Костромской области. Действовал вплоть до начала 1960-х годов.
Был основан в системе ГУЛАГа и претерпел вместе с ним все переподчинения, за исключением периода с 26 февраля 1941 года по 2 апреля 1953 года, когда был подчинён сначала Управлению, затем Главному Управлению лагерей лесной промышленности (ГУЛЛП) и периода с 2 августа 1954 года по 14 ноября 1955 года, когда был снова подчинён восстановленному ГУЛЛП. 
Была построена железная дорога Сухобезводное — Северный — посёлок Выгорки. К основной дороге сходились узкоколейки для подвоза леса. Участок Сухобезводное — Северный функционирует до сих пор (2024 год), и на нём есть пассажирское движение.
Во время Великой Отечественной войны и первые послевоенные годы в Унжлаге работали 2923 немца-спецпереселенца (данные на 1 июля 1946 года). Условия работы и жизни у них были практически такими же, как и у заключённых, однако заключёнными они не числились.
29 апреля 1953 года в Горьковской области был расформирован Варнавинский ИТЛ, после чего все его подразделения перешли в Унжлаг.
Ныне руины Унжлага разбросаны на территории Варнавинского района Нижегородской и Макарьевского района Костромской областей.

## Структура
В составе Унжлага было до 30 лагпунктов. Как вспоминал Л. З. Копелев: «Всего в Унжлаге тогда было 27 или 28 лагпунктов, в том числе три больницы, два деревообделочных завода и две швейные фабрики».
- 4 лагпункт (комендантский или приёмный) в нескольких километрах от пос. Сухобезводное[1].
- Лесоучасток № 26 — 57°43’7"N 44°48’57"E[2]
- «Биржа» — месторасположение депо, куда свозился лес для транспортировки поездом, у посёлка Северный

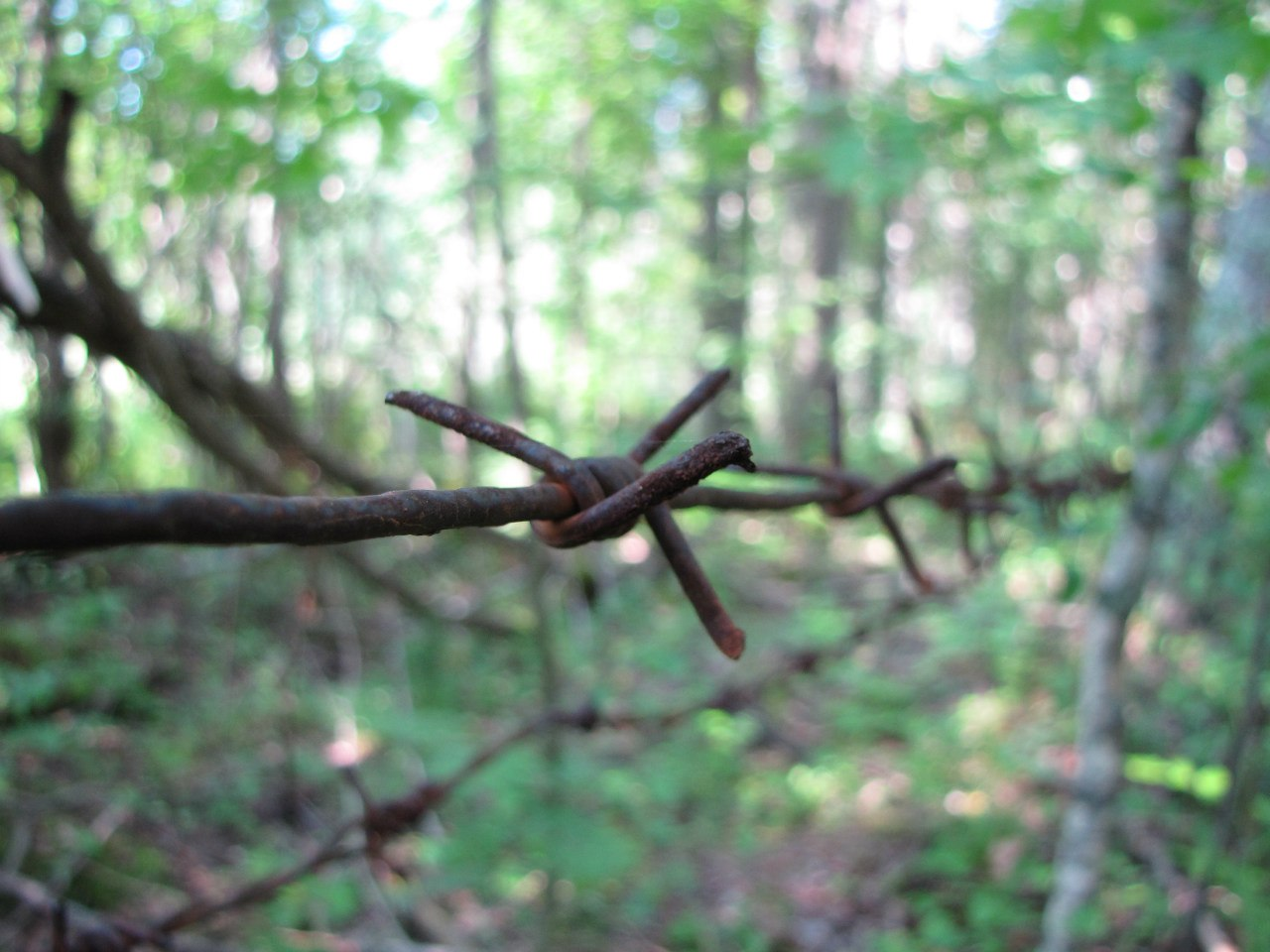
Местами в лесу можно найти натянутую колючую проволоку

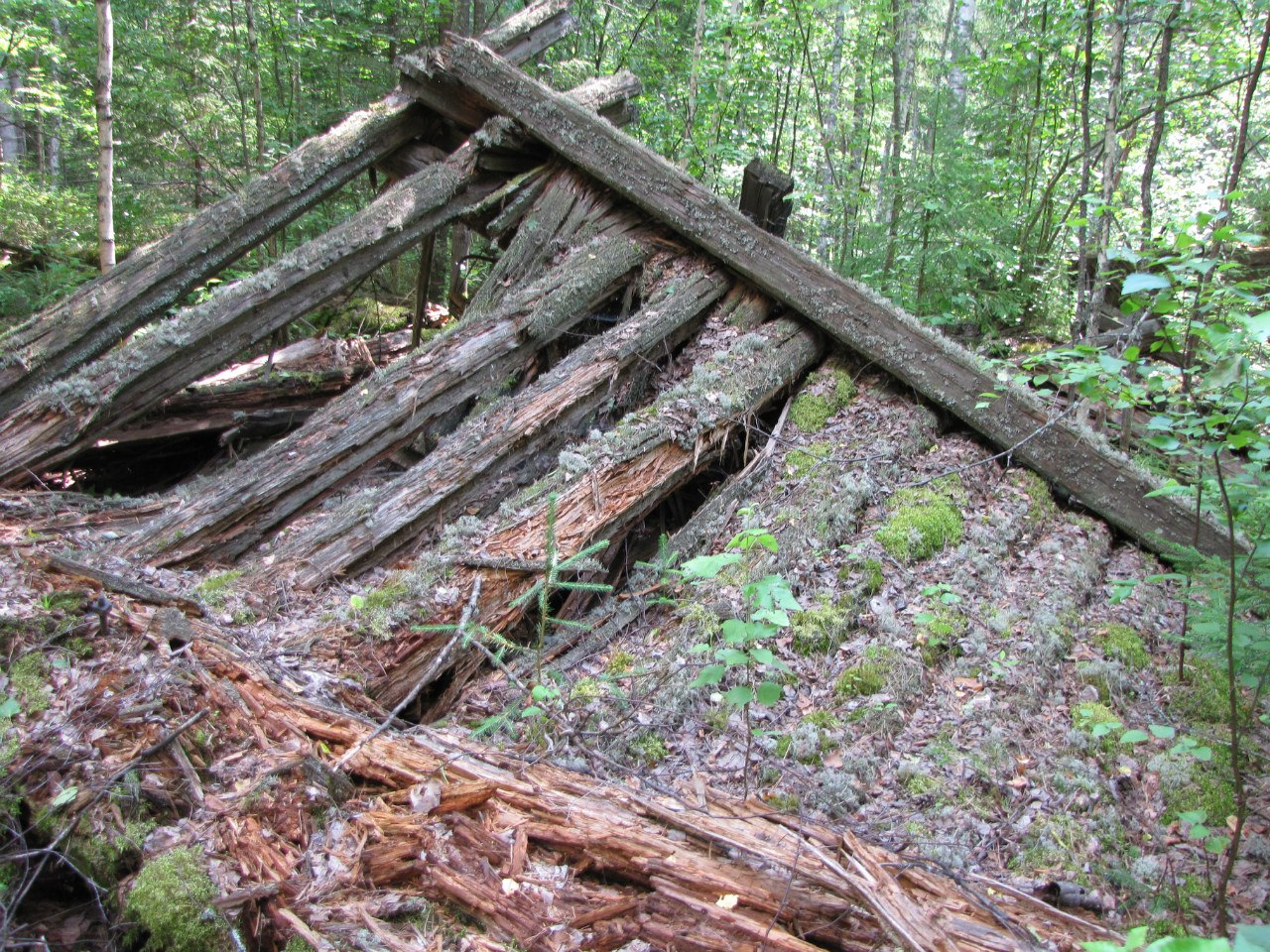
Развалины зданий близ «Биржи»

## Численность
| Дата          | численность | Дата          | численность |
| ------------- | ----------- | ------------- | ----------- |
| 1 апреля 1938 | 15 245      | 1 января 1950 | 30 210      |
| 1 января 1939 | 16 469      | 1 января 1951 | нет данных  |
| 1 января 1940 | 19 986      | 1 января 1952 | 29 282      |
| 1 января 1941 | 23 676      | 1 января 1953 | 29 551      |
| 1 января 1942 | 22 527      | 1 января 1954 | 25 351      |
| 1 января 1943 | 23 904      | 1 января 1955 | 23 124      |
| 1 января 1944 | 17 488      | 1 января 1956 | 22 355      |
| 1 января 1945 | 19 867      | 1 января 1957 | 16 496      |
| 1 января 1946 | 17 633      | 1 января 1958 | нет данных  |
| 1 января 1947 | нет данных  | 1 января 1959 | 14 127      |
| 1 января 1948 | 30 146      | 1 января 1960 | 12 968      |

В 1941 году за 6 месяцев, то есть к 1 июля, численность заключённых Унжлага выросла на 15 % (3602 человека), а в 1942 за три первых месяца (к 1 апреля) — на 6,6 % (1493 заключённых).
Доля политических заключённых в Унжлаге менялась по годам: в 1938 году (данные на 1 октября) их было 53,4 % (8 265 человек), в 1943 году (данные на 1 января) — 44,7 % (10 681 человек) и 1952 по состоянию на 1 мая — 29,5 % (8563 человек). Падение числа политических заключённых, арестованных по 58 статье за так называемые «контрреволюционные преступления», связано с организацией Особых лагерей, куда были помещены осуждённые почти по всем пунктам 58 статьи, за исключением 58-10 (антисоветская пропаганда). 
В Унжлаге было и женское лаготделение. В начале 1943 года в нём содержалось 4980 заключённых женщин (20,8 % от общего числа заключённых), а в мае 1952 года — 1428 (4,9 %), то есть доля женщин среди заключённых Унжлага упала в послевоенные годы более чем в 4 раза.
Общее число священников прошедших через лагерь равно 2 тысячам.

## Известные заключённые Унжлага

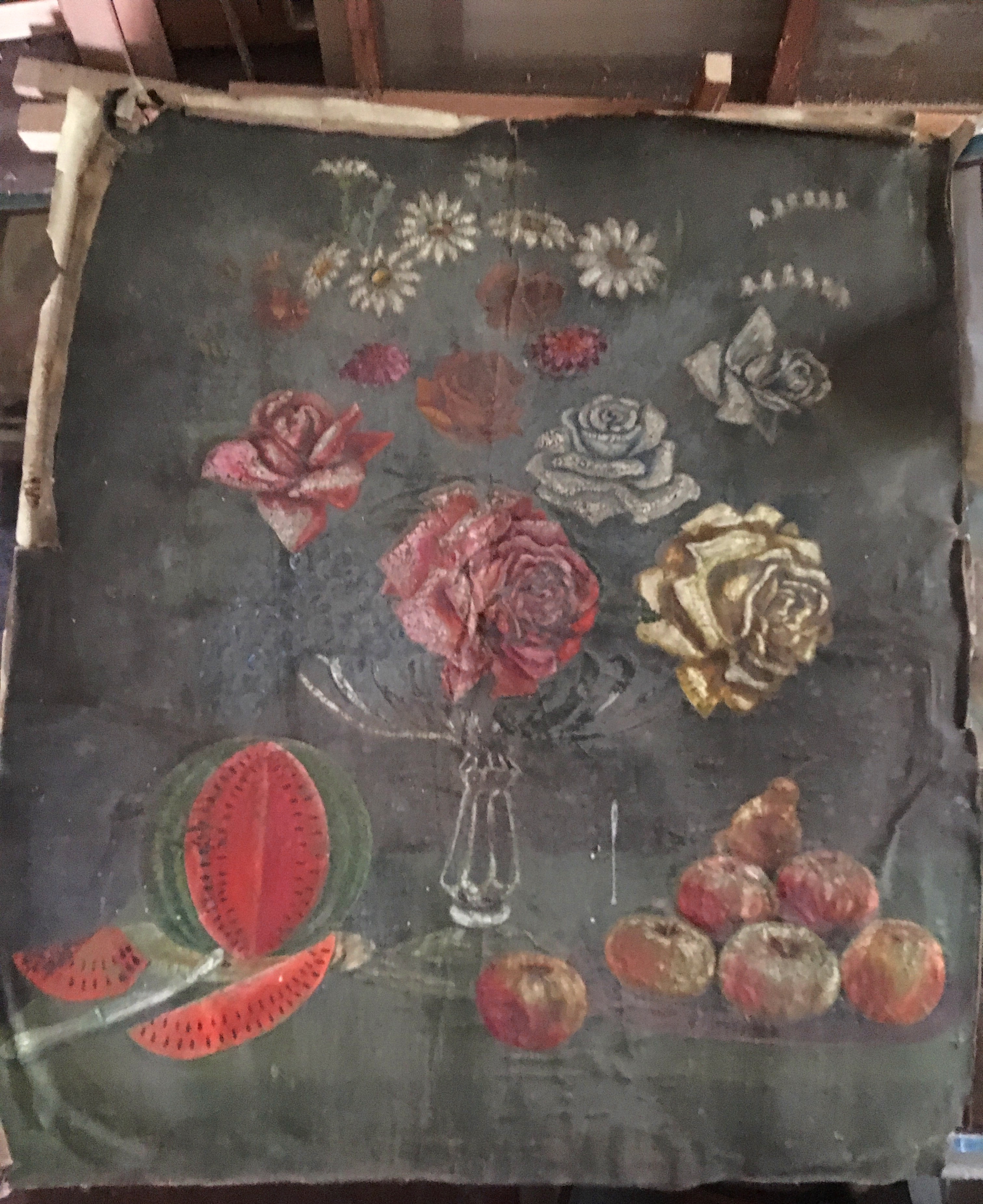
Картина, предположительно написанная заключённым, найдена в д. Малая Торзать

- Везиров, Юсиф (Чаманземинли) (1887-1943), азербайджанский государственный деятель и писатель (заключен в тюрьму в 1940, умер в январе 1943).
- Сергей Николаевич Войцеховский (28 октября 1883, Витебск — 7 апреля 1951, Иркутская область) — российский и чехословацкий военачальник периода Гражданской войны. Участник Первой мировой войны и Гражданской войны в России. Один из руководителей Белого движения в Сибири. Генерал-майор Белой армии, генерал армии Чехословакии.
- Геронтий (Лакомкин), епископ Древлеправославной Церкви Христовой (старообрядцев, приемлющих белокриницкую иерархию), епископ Костромской и Ярославский.
- Джафарзаде, Ахмед (1929-2000), азербайджанский писатель, брат Азизы Джафарзаде, которая была заключена в тюрьму за свою поэму «Эй, Юсиф», критикующую Иосифа Сталина. Ахмед пережил ГУЛАГ (как в Унжлаге, так и на Колыме), и после распада Советского Союза в 1991, году он опубликовал стихи, которые он собрал у сокамерников, и описание террора, который азербайджанцы испытывали в повседневной жизни в 1937 году, и традиционных пыток, применявшихся для получения признаний в бакинской тюрьме НКВД в 1940-х годах.
- Доббельт, Альфред Альфредович. Советский оператор, режиссёр и сценарист. В 1938 году был репрессирован и 27 мая 1938 года он был арестован и 5 лет и был освобождён 7 сентября 1946 года
- Копелев, Лев Зиновьевич. советский и российский критик, литературовед (германист), диссидент и правозащитник. Приговорён к десяти годам заключения по статье 58, п. 10. Сначала попал в Унжлаг, где был бригадиром[источник не указан 2046 дней].
- Мирек, Альфред Мартинович. Советский и российский учёный, профессор истории. В 1942 году Альфред Мирек вместе со своим отцом Мартином был арестован по обвинению в контрреволюционной агитации, приговорён к 7 годам заключения и отправлен в Унжлаг, работал на лесозаготовке. Из-за тяжёлых заболеваний и получения инвалидности его досрочно освободили в 1944 году. Реабилитирован в 1956 году[источник не указан 2046 дней].
- Митта, Василий Егорович — известный чувашский поэт и переводчик[4].
- Русланова, Лидия Андреевна. Русская и советская певица, Заслуженная артистка РСФСР. Среди заключённых Унжлага ходила история, что Русланова была в лагере, но пробыла там не долго[источник не указан 2046 дней].
- Тырванд Алла. Дочь Юхана Тырванда. Неоднократный победитель и призёр чемпионатов Эстонии по плаванию (3 золотых, 4 серебряных и 2 бронзовых медали) и прыжкам в воду (4 золотых медали).
- Устинович, Николай Станиславович. Советский писатель. Арестован в 1937 получил 10 лет исправительно-трудовых лагерей, был в Унжлаге.
- Шифрин, Залман Шмуилович. российский и израильский писатель, бухгалтер, мемуарист. Арестован НКВД 19 августа 1938 года. Получил 10 лет лагерей, которые сначала отбывал в Унженском лагере, работая вальщиком леса, раскряжовщиком, на погрузке дров, счетоводом. Отец Ефима Шифрина. [источник не указан 2046 дней].
- Эберлейн, Гуго. немецкий политический деятель. Несколько лет находился в Унжлаге.
- Якубович, Михаил Петрович (1891—1980) — российский и советский политический деятель, социал-демократ.

## Начальники
- Озеров Ф. Т., с 5.02.1938 по не позднее 23.04.1940[5].
- Автономов Ф. И., старший лейтенант, подполковник ГБ, с 13.03.1941 — 12.08.1943.
- Почтарёв Г. М., подполковник, полковник ГБ, с 12.08.1943 — 1.03.1948.
- Иванов Г. П., инженер-капитан, инженер-майор, подполковник технической службы, с 7.04.1948 — не ранее 14.08.1951.
- Алмазов Н. А., и. о. начальника — полковник, с 1.04.1953 по 23.02.1954
- Иванов Г. П., подполковник технической службы, с 23.02.1954 — ?
- Тюленев И. В., подполковник, с 13.06.1956 (и. о. начальника) — ?; с 25.05.1957 (начальник) — ?
- Лизогуб ?.?. (упоминается 22.01.1958)

## Память

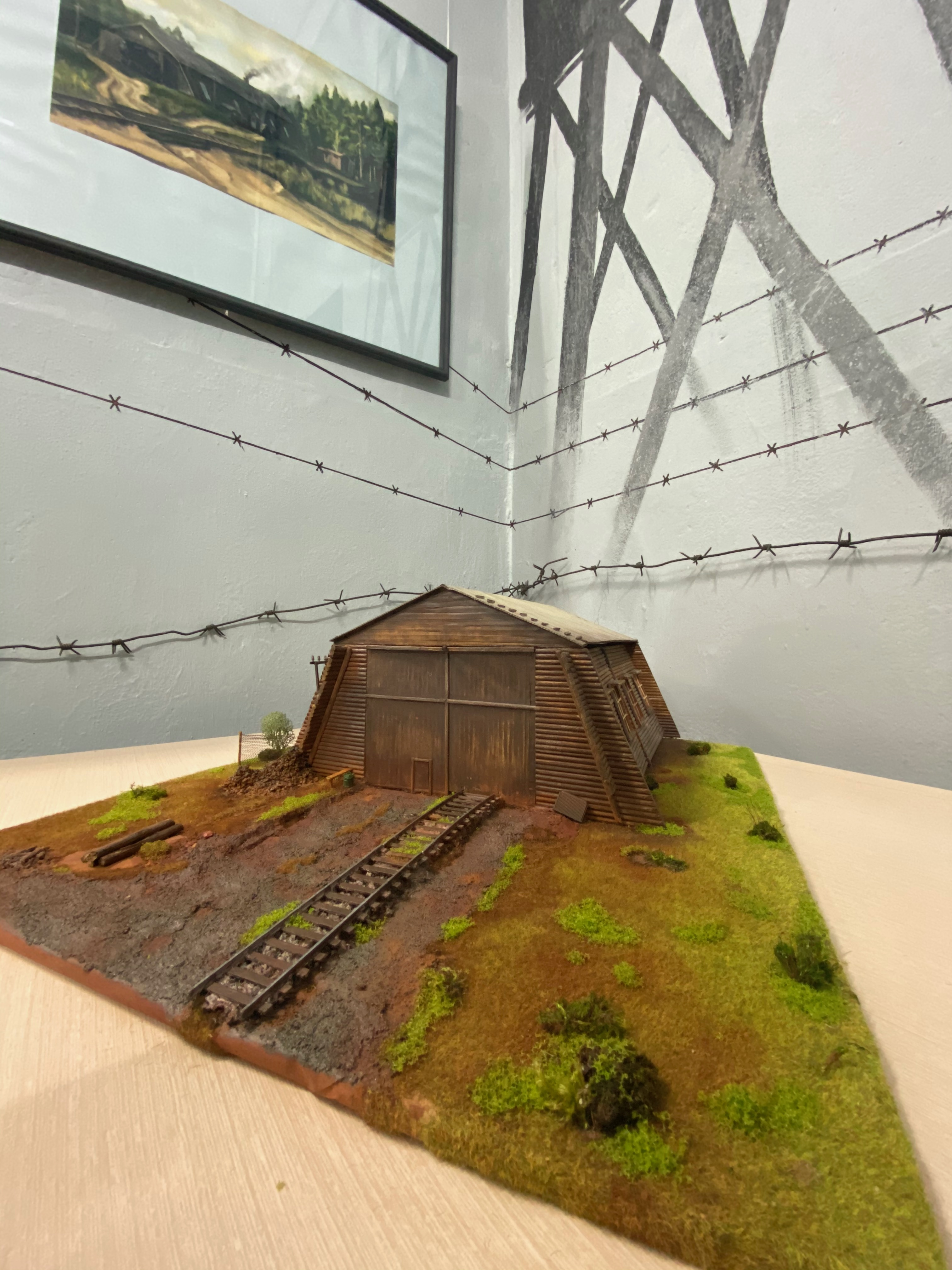
Макет здания Депо, располагавшегося в урочище Биржа

Летом 2009 года в Макарьеве Костромской области был открыт памятник жертвам сталинских репрессий, выполненный в виде поклонного креста. Конструктивной основой монумента стали рельсы заброшенной узкоколейной железной дороги, некогда связывавшей различные лагерные пункты и лесозаготовки Унжлага.

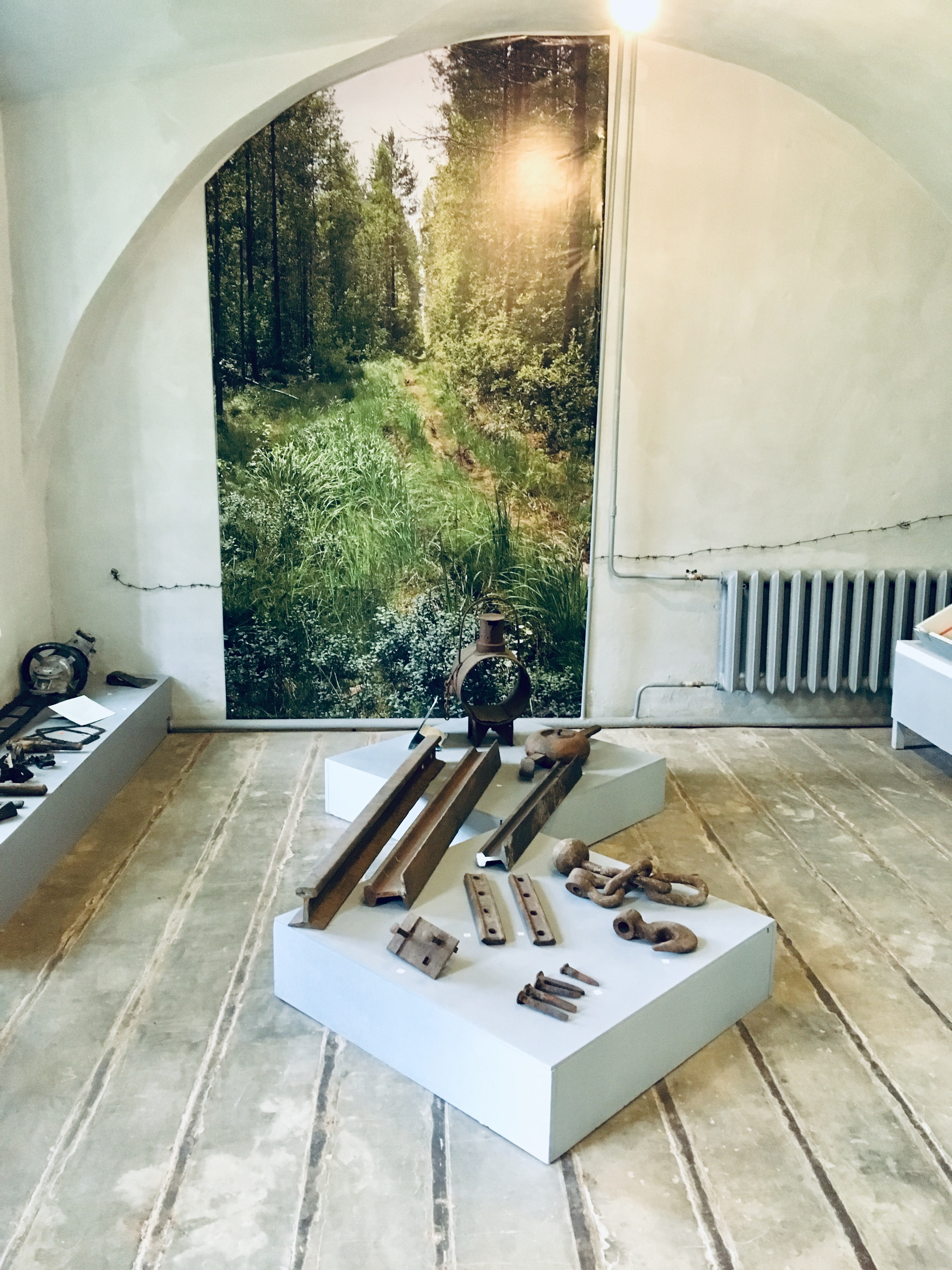
Один из залов выставки Унжлага в Макарьевском краеведческом музее

В Макарьевском краеведческом музее находится экспозиция, посвящённая Унжлагу. На этой выставке есть экспонаты с экспедиции музея совместно с московской газетой «Культура», поездка состоялась в 2013 году.
В деревне Юрово Макарьевского района Костромской области создан частный музей.